# 카롤 로셰
카롤 로셰(Karole Rocher, 1974년 7월 4일 ~ )는 프랑스의 배우이다. 《경찰들》(2011)로 제37회 세자르상 여우조연상 후보에 올랐다.

## 출연 작품
- 스콜피언 (2007)
- 경찰들 (2011)
- 스노우 오브 킬리만자로 (2011)
- 팁 탑 (2013, Tip Top)
- 섹스돌 (2016)
- 마담 클로드 (2021, Madame Claude)